# 서대문독립공원
서대문독립공원(西大門獨立公園) 또는 독립공원은 서울특별시 서대문구 현저동에 위치한 공원으로, 정식명칭은 독립근린공원이다. 내부에 독립문, 영은문 주초, 서대문형무소 등 여러 대한민국의 사적을 두고 있으며, 맞은 편에는 국립대한민국임시정부기념관이 자리잡고 있다.

## 개요
1987년 종래에 서대문구 현저동에 위치하던 서울구치소가 의왕시로 이전된 후 건립을 시작하여, 1992년 8월 15일 광복절에 개장하였다. 이후 시민들의 이용 편의를 도모하기 위해 2007년 4월 16일부터 재조성사업을 추진하였으며 2009년 10월 28일 재개장하였다. 역사 박물관이자 대한민국의 사적인 서대문형무소 역사관은 물론, 다른 여러 사적들과 독립운동가들의 조각상이 위치하고 있으며, 24시간 개방된다.

## 주요시설
- 독립문, 서울 영은문 주초 : 공원의 남쪽에 위치하고 있다. 각각 대한민국의 사적 제32호, 제33호로, 1979년 성산대로 공사과정에서 현재와 같은 위치로 옮겨졌다. 오랫 동안 일반인의 접근이 제한되어 있었으나, 서대문독립공원의 개장과 함께 일반인들의 접근이 허용되었다.[2]
- 서대문형무소 역사관 : 공원의 중심부에 위치하고 있다. 대한민국의 사적 제324호인 구 서대문형무소 건물을 바탕으로 1988년 개장한 역사 박물관이다.[3]
- 서재필선생동상 : 1990년 4월 7일 서재필 선생을 기리는 취지에서[4] 한국신문협회, 한국방송협회, 한국신문편집인협회, 한국기자협회, 대한언론인회 등 언론인들이 건립한 동상이다.[2]
- 3.1독립선언기념탑 : 1992년에 세워진 동상으로, 원래 3·1 운동을 기리기 위해 탑골공원에 있다가 철거된 동상을 옮겨온 것이다.[5]
- 순국선열추념탑 : 1992년 8월 15일에 서울특별시가 일제에 항거한 순국선열들을 기리며 축조한 높이 22.3m의 기념탑이다. 윤봉길 열사, 이봉창 열사, 유관순 열사, 안중근 의사 등 여러 독립운동가들의 행적이 새겨져 있다.[6]
- 독립관 : 1996년 12월 31일 완공된 건물로, 1890년에 서재필 선생이 독립문 근처에 독립협회의 사무실로 지은 건물을 복원한 건물이다. 원래의 건물은 철거되었다.[7]
- 이진아기념도서관 : 2005년 9월에 완공된 공공도서관으로, 불의의 사고로 작고한 이진아 양을 기리기 위해 그녀의 부모가 기부한 재원을 바탕으로 건축되었다.[8]

## 교통
- ● 수도권 전철 3호선 독립문역

독립문역 5번 출구에서 바라본 서대문 독립공원 위치

- 24시간 주차할 수 있는 36대 면적의 공영주차장이 운영되고 있다.[2]

## 같이 보기
- 국립대한민국임시정부기념관